# Jacques Pucheran
Jacques Pucheran (Clairac in Frankrijk, 2 juni 1817 – Port-Sainte-Marie, 13 januari 1895) was een Franse dierkundige en ontdekkingsreiziger.
Tussen 1837 en 1840 was Pucheran, samen met collega natuuronderzoekers Jacques Bernard Hombron en Honoré Jacquinot deelnemer aan de expeditie met het schip de Astrolabe onder commando van Jules Dumont d'Urville. Na thuiskomst schreef hij samen met Jacquinot mee aan het ornithologische deel van het reisverslag ("Voyage au Pôle sud et dans l'Océanie sur les corvettes L'Astrolabe et La Zélée" (1841–1854).)
Pucheran had een betrekking aan het Muséum national d'histoire naturelle als natuuronderzoeker en dierkundige. Hij schreef een groot aantal dierkundige (speciaal vogelkundige, maar ook zoogdierkundige en antropologische) publicaties. Samen met Florent Prévost en Isidore Geoffroy Saint-Hilaire publiceerde hij een catalogus van alle soorten vogels en zoogdieren uit de collecties van het natuurhistorisch museum van Parijs. Hij is soortauteur van tientallen soorten zoogdieren en vogels (5 genera, 13 soorten) waaronder het bruin spieshert (Mazama rufina) en de oostelijke madagaskardwergooruil (Otus rutilus). Ook zijn een aantal vogelsoorten naar hem vernoemd zoals zwartwangspecht (Melanerpes pucherani), het kroonparelhoen (Guttera pucherani) en de roodsnavelgrondkoekoek (Neomorphus pucheranii).
- Bibliothèque nationale de France: cb13479413b (data)
- Gemeinsame Normdatei: 1044647132
- International Standard Name Identifier: 0000 0003 5699 9637
- Base Léonore: LH//2236/33
- Système universitaire de documentation: 035308192
- Virtual International Authority File: 192672641
- WorldCat: E39PBJyGYQrp3fGvK84JqGqqQq